# Mortoniodendron
Mortoniodendron é um género botânico pertencente à família Malvaceae.

## Espécies
- Mortoniodendron abelianum Al.Rodr.
- Mortoniodendron anisophyllum (Standl.) Standl. & Steyerm.
- Mortoniodendron apetalum Al. Rodr.
- Mortoniodendron cauliflorum Al. Rodr.
- Mortoniodendron guatemalense Standl. & Steyerm.
- Mortoniodendron hirsutum Standl.
- Mortoniodendron longipedunculatum Al. Rodr.
- Mortoniodendron membranaceum Standl. & Steyerm.
- Mortoniodendron moralesii Al.Rodr.
- Mortoniodendron palaciosii Miranda
- Mortoniodendron pentagonum (Donn. Sm.) Miranda
- Mortoniodendron ruizii Miranda
- Mortoniodendron sulcatum Lundell
- Mortoniodendron uxpanapense Dorr & T. Wendt
- Mortoniodendron vestitum Lundell